# アニー・ジラルド
アニー・ジラルド（Annie Girardot, 1931年10月25日 - 2011年2月28日）はフランス・パリ出身の女優。誕生名はAnnie Suzanne Girardot。

## 来歴
プロデビューは、1954年パリのフランス国立高等演劇学校（コンセルヴァトワール）を卒業後、コメディ・フランセーズの舞台に立った時である。彼女は、劇団に1957年まで残り、出演の合間には、テレビやラジオ、パリのナイトクラブへの出演も行っていた。映画には1955年にデビュー、暗黒街での不審な悪女を演じることが多かった。1956年シュザンヌ・ビアンケッティ賞を受賞。彼女のイメージが変わるのは1960年出演したルキノ・ヴィスコンティ監督の『若者のすべて』からである。この作品で共演したレナート・サルヴァトーリと結婚し、死別するまで一緒だった。60年代初めには、ヴィスコンティやマルコ・フェレーリ監督のイタリア映画の作品に出演、60年代後半はルルーシュ作品に出演するが、70年代は彼女より若いイザベル・アジャーニなどの新人の母親役として活躍した。だが、60年代、70年代でもコメディ・フランセーズの経験を基にコメディ映画にも出演している。多数の映画に出演しているが、日本未公開作品が多い。
2011年2月28日、アルツハイマー病のためパリ市内の病院で死去。79歳没。

## 主な出演作品
- 殺人鬼に罠をかけろ Maigret tend un piège (1958)
- 若者のすべて Rocco e i suoi fratelli (1960)
- 悪徳の栄え Le Vice et la vertu (1962)
- 悪い女 Le Crime ne paie pas (1963)
- いっちょう頂き La bonne soupe (1964)
- マンハッタンの哀愁 Trois chambres à Manhattan (1965)
- パリのめぐり逢い Vivre pour vivre (1967)
- Erotissimo (1969)
- あの愛をふたたび Un homme qui me plaît (1970)
- 愛のために死す Mourir d'aimer (1971)
- ル・ジタン Le Gitan (1975)
- 暗殺の報酬 Adieu blaireau (1984)
- メルシー・ラ・ヴィ Merci la vie  (1991)
- レ・ミゼラブル Les Misérables (1995)
- ピアニスト La Pianiste (2001)
- 隠された記憶 Caché (2005)

## 日本のテレビ番組出演
- スター千一夜（フジテレビ、1965年12月10日）

## 受賞
- 1956年:シュザンヌ・ビアンケッティ賞
- 1965年:ヴェネツィア国際映画祭 女優賞(『マンハッタンの哀愁』)
- 1977年:セザール賞最優秀女優賞（『Docteur Francoise Gailland』）
- 1995年:セザール賞助演女優賞(『レ・ミゼラブル』)
- 2001年:セザール賞助演女優賞(『ピアニスト』)